# Stazione di Vasto-San Salvo
Stazione di Vasto-San Salvo vasútállomás Olaszországban, Vasto településen.

## Vasútvonalak
Az állomást az alábbi vasútvonalak érintik:
- Ancona–Lecce-vasútvonal

## Kapcsolódó állomások
A vasútállomáshoz az alábbi állomások vannak a legközelebb:
- Stazione di Montenero-Petacciato
- Stazione di Porto di Vasto
- Stazione di Torre di Montebello